# South Highpoint
South Highpoint är en ort (CDP) i Pinellas County, i delstaten Florida, USA. Enligt United States Census Bureau har orten en folkmängd på 5 195 invånare (2010) och en landarea på 2,6 km².